# Brasão de Itaquaquecetuba
O Brasão de Armas de Itaquaquecetuba é um dos símbolos que representa o município brasileiro de Itaquaquecetuba, no estado de São Paulo.

## Criação
O brasão munícipal de Itaquaquecetuba foi adotado em 14 de maio de 1968, pelo então prefeito Gentil de Moraes Passos. Ao lado esquerdo possui a imagem de José de Anchieta, um dos fundadores, e de um índio ao lado direito do brasão, e a data de fundação (1560) e emancipação como município (1953).